# Somlyóújlaki református templom
A somlyóújlaki református templom műemlékké nyilvánított templom Romániában, Szilágy megyében. A romániai műemlékek jegyzékében az SJ-II-m-B-05137 sorszámon szerepel.